# Ina May Gaskin
Ina May Gaskin (rođena 8. ožujka 1940.) je američka primalja poznata kao "majka autentičnog primaljstva". Sa svojim suprugom Stephenom Gaskinom 1971. godine pomogla je u osnivanju samoodržive zajednice pod nazivom "Farma", gdje je započela svoju primaljsku karijeru. Poznata je po primaljskom hvatu koji nosi njeno ime (Gaskin manevar), napisala je nekoliko knjiga o primaljstvu i porođaju te i dalje aktivno, kroz predavanja i konferencije, širi svoju poruku o prirodnom, neustrašivom porodu.

## Rani život i obitelj

### Obitelj
Ina May Gaskin je rođena u protestantskoj obitelji iz Iowe. Njezin otac, Talford Middleton, odgojen je na velikoj farmi u Iowi, koju je zaplijenila banka nedugo nakon očeve slučajne smrti 1926. Njezina majka, Ruth Stinson Middleton bila je učiteljica domaćinstva koje je predavala u raznim malim gradovima u Iowi. Oboje roditelja su završili fakultete i visoko obrazovanje im je bilo jako važno. 
Njezini djed i baka po majci vodili su prezbiterijansko sirotište u Farmingtonu u Missouriju, gradiću u regiji Ozarks. Njezina baka, Ina May Beard Stinson, nastavila je voditi sirotište mnogo godina nakon smrti supruga pastora. Bila je strastvena članica Ženske kršćanske unije umjerenosti (Woman's Christian Temperance Union)i velika obožavateljica Elizabeth Cady Stanton, Susan B. Anthony i Jane Addams.
Njezini djed i baka po ocu bili su poljoprivrednici. Adam Leslie Middleton, njezin djed, putovao je i radio s poljoprivrednicima iz Iowe, Illinoisa, Minnesote, Južne Dakote, Nebraske i Kansasa organizirajući žitne zadruge te veća prodajna mjesta u Chicagu i drugim velikim gradovima s ciljem gradnje lokalnih kompleksa za pohranu žita. Radio je kao organizator s uzgajivačima pšenice u Kanadi i Washingtonu na poziv ministra poljoprivrede za vrijeme vlade predsjednika Warrena G. Hardinga i Franklina Delano Roosevelta.

### Obrazovanje
Nakon što je završila srednju školu Marshalltown, pohađala je sveučilište u Iowi i stekla zvanje prvostupnice engleske književnosti. Zatim se na nekoliko godina pridružila mirovnim snagama i imala priliku biti profesorica engleskog jezika u Maleziji. Vratila se u Sjedinjene Američke Države i magistrirala na Sveučilištu Northern Illinois.

### Prije "Farme"
Šezdesetih godina prošlog stoljeća Ina May rodila je svoje prvo dijete, a pri porođaju liječnik je upotrijebio forceps. Iskustvo je bilo toliko neugodno da ju je potaknulo na potragu za boljim načinom rađanja. 1971., prije nego što je osnovana "Farma", njezin je suprug Stephen vodio predavačku turneju, temeljenu na njegovim filozofskim seminarima u San Franciscu. Na ovoj turneji je Ina May prvi puta pomogla ženi pri porođaju. Dana 16. ožujka, dok je karavana putovala Nebraskom, Ina May se porodila. Beba, koju su nazvali Christian, rođena je 8 tjedana prerano, a umrla je sljedeći dan. Nije joj bilo dopušteno zadržati dijete, a policijski organi natjerali su je da ga pokopa u Nebraski. To osobno iskustvo potaknulo je njezin interes za primaljstvo i siguran porod.

## Centar za primalje na "Farmi"
1971. Ina May je sa suprugom Stephenom osnovala komunu pod nazivom "Farma" u Summertownu u Tennesseeju. Tamo je, zajedno s primaljama iz komune, osnovala Centar za primalje "Farma", jedan od prvih vanbolničkih centara za porode u Sjedinjenim Državama.  U Centru se poticalo članove obitelji i prijatelje da nazoče porodu i preuzmu aktivnu ulogu u porodu.  Gaskin je pronašla lokalnog obiteljskog liječnika, dr. Johna Williamsa, kako bi bio mentor njoj i drugim ženama koje su željele biti primalje u ovoj zajednici. U to je vrijeme dr. Williams imao gotovo 20 godina iskustva rada u tradicionalnim amiškim zajednicama u kojima se rađalo kod kuće, pa je imao iskustva s izvanbolničkim porođajima. Uz njegovu pomoć i vodstvo, Ina May je stvorila Centar za primalje na "Farmi" gdje pružaju svoje usluge ženama s "Farme", kao i onima izvan zajednice. Centar nudi različite mogućnosti smještaja za porođaje poput stanova, kuća i koliba. 

### Rezultati
Provedena je velika studija kućnih porođaja u kojoj su obrađeni ishodi porođaja 1.707 žena koje su rodile u ruralnom Tennesseeju između 1971. i 1989. godine uz asistenciju primalja s "Farme" (Durand 1992.). Ti su se porođaji uspoređivali s više od 14.000 bolničkih porođaja koje su vodili liječnici (uključujući i visokorizične). Uspoređujući perinatalne smrti, komplikacije vezane uz porođaj i upotrebu asistirana porođaja, studija je otkrila da se "pod određenim okolnostima (trudnoće s niskim rizikom), kućni porođaji uz nazočnost primalja mogu biti jednako sigurni i uz manje intervencija od bolničkih porođaja kojima nazoče liječnici. "

## Značaj njezina rada
Prema Carol Lorente (1995.), rad Ine May Gaskin i primalja možda ne bi imao toliki utjecaj da nije objavljena njezina knjiga Duhovno primaljstvo (1977.):
"Smatra se ključnim djelom koje promatra trudnoću, porod i dojenje iz jedne svježe, prirodne i duhovne perspektive, a ne sa standardnog kliničkog stajališta. U krugovima kućnih porođaja i primalja to ju je učinilo poznatim imenom i nadaleko cijenjenom učiteljicom i spisateljicom. "
Do ranih 1990-ih godina, nakon višestrukih reizdanja, Duhovno primaljstvo priznato je kao "klasični tekst o primaljstvu" s "trajnim utjecajem".
Ini May Gaskin pripisuje se jačanje i popularizacija primaljstva s izravnim pristupom (npr. bez potrebe da se prvo završi edukacija za medicinsku sestru) u Sjedinjenim Državama od ranih 1970-ih. Između 1977. i 2000. izdavala je tromjesečni časopis Birth Gazette. Priručnik Ine May o porodu (Ina May’s Guide to Childbirth), njezinu drugu knjigu o rođenju i primaljstvu, izdala je izdavačka kuća Bantam/Dell 2003. godine. Njene su knjige prevedene na mnoge jezike, uključujući hrvatski, njemački, talijanski, mađarski, slovenski, španjolski i japanski.
Od ranih 1980-ih, ona je međunarodno poznata predavačica o rodiljskoj skrbi, neovisno i za Savez primalja Sjeverne Amerike (Midwives Alliance of North America - MANA). Predaje diljem svijeta primaljama, liječnicima, doulama, budućim roditeljima i kreatorima zdravstvene politike. Držala je govore u medicinskim i primaljskim školama u nekoliko zemalja, te na Starwood festivalu i WinterStar simpoziju, raspravljajući o povijesti i važnosti primalja.
Od 1980-ih godina utemeljiteljica je projekta Safe Motherhood Quilt Project, koji nastoji skrenuti pažnju javnosti na stope smrtnosti majki i odati počast ženama koje su umrle od uzroka povezanih s trudnoćom.
Pojavila se u nekoliko filmova, kao što su Orgazmični porod: Najbolje čuvana tajna (Orgasmic Birth: The Best-Kept Secret) u režiji Debre Pascali-Bonaro iz 2009., Biznis rađanja (The Business of Being Born) u režiji  Abby Epstein iz 2008., Sa ženama: Dokumentarni film o ženama, primaljama i porođaju (With Women: A Documentary About Women, Midwives and Birth) iz 2006., a predstavljena je i u dokumentarcu o Farmi iz 2013. pod nazivom Američka komuna (American Commune).

## Gaskin manevar
Gaskin manevar, koji se naziva i "na sve četiri", tehnika je za prevenciju distocije ramena, specifične vrste zastoja u porodu koji može dovesti do smrti fetusa. Ina May ga je predstavila u SAD -u 1976. godine nakon što ga je naučila od žene iz Belizea koja ga je naučila u Gvatemali, odakle je i potekao. U ovom manevru majka se podupire rukama i koljenima kako bi riješila distociju ramena. Prebacivanjem u položaj na rukama i koljenima dolazi do promjene oblika zdjelice, čime se omogućuje zarobljenom ramenu da se oslobodi i da se dijete rodi. Budući da ovaj manevar zahtijeva položaj značajno različit od standardnog litotomskog položaja (uključuje ležanje na leđima s podignutim nogama pod kutom od 90 stupnjeva, koljena savijena na 70 do 90 stupnjeva, a potkoljenice pridržavaju nasloni), može ga biti znatno teže izvesti dok rodilja prima epiduralnu anesteziju, ali je ipak moguć.

## Priznanja i nagrade
- Gaskin je bila predsjednica Saveza primalja Sjeverne Amerike (Midwives' Alliance of North America) od 1996. do 2002. godine.
- Predstavljena je 1999. u časopisu Salon u prilogu pod nazivom Briljantne karijere (Brilliant Careers).[1]
- Njezina knjiga Porod je važan: Manifest jedne primalje (Birth Matters: A Midwife's Manifesta) proglašena je jednom od 6 najboljih knjiga Međunarodnog saveza za planiranje roditeljstva (International Planned Parenthood Federation)[14]
- Godine 2003. postala je gostujuća suradnica Morse koledža na Sveučilištu Yale.[15]
- 24. studenog 2009. postala je dobitnica počasnog doktorata na Sveučilištu Thames Valley u Engleskoj, kao priznanje za svoj rad koji dokazuje učinkovitost i sigurnost primaljstva.[16]
- Dobila je nagradu Američkog društva za psihoprofilaksu u opstetriciji (American Society for Psycho-Prophylaxis in Obstetrics) Lamaze Irwin Chabon i nagradu Perinatalne udruge Tennessee (Tennessee Perinatal Association).
- Dana 29. rujna 2011. Ina May Gaskin proglašena je su-dobitnicom nagrade Right Livelihood Award 2011. za "cjeloživotno djelo predstavljanja i zagovaranja sigurnih metoda porođaja usmjerenih na ženu koje najbolje promiču fizičko i mentalno zdravlje majke i djeteta".[17][18]
- Godine 2013. primljena je u Nacionalnu žensku kuću slavnih.[3]

## Gaskin u Hrvatskoj
U travnju 2012. godine Ina May Gaskin je u organizaciji udruge Roditelji u akciji gostovala u Zagrebu na konferenciji Preporod 2012. 
Tijekom dva dana Gaskin je govorila o fiziološkim, emocionalnim i psihološkim aspektima trudnoće i poroda, o učincima pretjerane medikalizacije i rutinskih intervencija u porodu, o "zakonu sfinktera", o najčešćim komplikacijama poroda, i o mnogim drugim aktualnim temama. Posebna tema su bili porodi zatkom i blizanački porodi, a od praktičnih vještina polaznice konferencije su imale priliku naučiti neke od zahvata i tehnika koje Ina May Gaskin koristi u svom radu, uključujući i Gaskin manevar. 
Tom prilikom, u intervjuu za Slobodnu Dalmaciju osvrnula se i na opstetričku praksu u Hrvatskoj: "U Hrvatskoj imate brojne otoke na kojima bi trebalo odrediti najmanje po jednu primalju, ili više njih po broju stanovnika, jer ionako nema svugdje liječnika. Zašto se misli da je ženi ugodnije roditi na putu do bolnice, u autu, na trajektu ili u helikopteru nego u vlastitom domu."

### Knjige
- Gaskin, Ina May. 1987. Babies, Breastfeeding, and Bonding (engleski). Bergin & Garvey Publishers. South Hadley, Mass.. ISBN 9780897891349. OCLC 15860611
- Gaskin, Ina May. 2014. Spiritual Midwifery (engleski). ReadHowYouWant. Strawberry Hills, NSW. ISBN 9781459647077. OCLC 907698021
- Gaskin, Ina May. 2012. Ina May's Guide to Childbirth (engleski). Bantam Books. New York. ISBN 9780553381153. OCLC 826306709
- Gaskin, Ina May. 2009. Ina May's Guide to Breastfeeding (engleski). Pinter & Martin. UK. ISBN 9781905177332. OCLC 768809453
- Gaskin, Ina May. 2015. Birth Matters: A Midwife's Manifesta (engleski). Seven Stories Press. New York. ISBN 9781583229279

### Članci
- All-Fours Maneuver for Reducing Shoulder Dystocia During Labor, The Journal of Reproductive Medicine, May, 1998.
- Induced and Seduced: The Dangers of Cytotec. in Mothering, July-August, 2001. Retrieved: 2006-08-26.
- The Undervalued Art of Vaginal Breech Birth: a Skill Every Birth Attendant Should Learn in Mothering, July-August, 2004. Retrieved: 2006-08-26.
- A Summary of Articles Published in English about Misoprostol (Cytotec) for Cervical Ripening or Induction of Labor, 2005-09-05 Retrieved: 2010-01-22.

## Filmografija
- With Women: A Documentary About Women, Midwives and Birth (2006)
- The Business of Being Born (2008)
- Orgasmic Birth: The Best-Kept Secret (2009)
- American Commune (2013)
- Birth Story: Ina May Gaskin and the Farm Midwives (2013)